# Kōsuke Harada
Kōsuke Harada (jap. 原田 紘介, Harada Kōsuke; * 21. Dezember 1977 in der Präfektur Hiroshima) ist ein ehemaliger japanischer Fußballspieler.

## Karriere
Harada erlernte das Fußballspielen in der Jugendmannschaft von Sanfrecce Hiroshima. Seinen ersten Vertrag unterschrieb er 1996 bei den Cosmo Oil Yokkaichi FC. Der Verein spielte in der zweithöchsten Liga des Landes, der Japan Football League. Für den Verein absolvierte er 23 Spiele. 1997 wechselte er zum Ligakonkurrenten Seino Transportation SC. Für den Verein absolvierte er 20 Spiele. 1998 wechselte er zum Ligakonkurrenten Montedio Yamagata. Für den Verein absolvierte er 14 Spiele. Ende 1999 beendete er seine Karriere als Fußballspieler.